# Spirit Of The Night
«Spirit Of The Night» — пісня дуету Валентина Монетта та Джіммі Вілсон для конкурсу  Євробачення 2017 в Києві, Україна. Пісня була виконана у другому півфіналі Євробачення, 11 травня, але до фіналу не пройшла.

## Список композицій
| Digital download | Digital download                        | Digital download |
| #                | Назва                                   | Тривалість       |
| ---------------- | --------------------------------------- | ---------------- |
| 1.               | «Spirit of the Night» (Radio Version)   | 3:15             |
| 2.               | «Spirit of the Night» (ESC Version)     | 3:06             |
| 3.               | «Spirit of the Night» (Club Version)    | 5:06             |
| 4.               | «Spirit of the Night» (Karaoke Version) | 3:06             |